# Estádio Al Thumama
Estádio Al Thumama (em árabe: ملعب الثمامة Malʿab ath-Thumāma) é um estádio de futebol em Al Thumama, Catar. Foi um dos estádios construídos para sediar os jogos da Copa do Mundo FIFA de 2022 no Catar.

## História

### Construção
O Estádio Al Thumama é um dos sete estádios construídos para a Copa do Mundo da FIFA Catar 2022. Ele está localizado perto do Aeroporto Internacional de Hamad. Um acordo empresarial entre a Al Jaber Engineering do Qatar e a Tekfen Construction da Turquia esteve significativamente envolvido no trabalho de construção. O projeto arquitetônico, do arquiteto-chefe do Arab Engineering Bureau, Ibrahim Jaidah, se inspira na Gahfiya, tradicional chapéu usado por homens e meninos em todo o Oriente Médio. 50 mil metros quadrados de um parque público cercam o estádio. O estádio terá capacidade para receber 44.400 torcedores durante a Copa, mas terá sua capacidade reduzida a 20.000 lugares após a Copa do Mundo.

### História
Em sua partida inaugural, o Estádio Al Thumama recebeu a final da 49ª Copa do Emir do Catar, realizada em 22 de outubro de 2021. O duelo entre Al-Sadd e Al-Rayyan terminou com empate em 1 a 1 no tempo normal, com a vitória do Al-Sadd na disputa por pênaltis por 5 a 4.
O primeiro gol do estádio foi marcado pelo jogador franco-argelino Yacine Brahimi, do Al-Rayyan.

## Copa do Mundo de 2022
O estádio receberá oito jogos da Copa do Mundo de 2022, sendo um deles das oitavas e outro das quartas de final.
| Data           | Hora (UTC+3) | 1ª equipe | Placar | 2ª equipe      | Fase             | Público |
| -------------- | ------------ | --------- | ------ | -------------- | ---------------- | ------- |
| 21 de novembro | 19:00        | Senegal   | 0 – 2  | Países Baixos  | Grupo A          | 41.721  |
| 23 de novembro | 19:00        | Espanha   | 7 – 0  | Costa Rica     | Grupo E          | 40.013  |
| 25 de novembro | 16:00        | Catar     | 1 – 3  | Senegal        | Grupo A          | 41.797  |
| 27 de novembro | 16:00        | Bélgica   | 0 – 2  | Marrocos       | Grupo F          | 43.738  |
| 29 de novembro | 22:00        | Irã       | 0 – 1  | Estados Unidos | Grupo B          | 42.127  |
| 1º de dezembro | 18:00        | Canadá    | 1 – 2  | Marrocos       | Grupo F          | 43.102  |
| 4 de dezembro  | 18:00        | França    | 3 – 1  | Polônia        | Oitavas de final | 40.989  |
| 10 de dezembro | 18:00        | Marrocos  | 1 – 0  | Portugal       | Quartas de final | 44.198  |